# Paradoxa de l'amistat
La paradoxa de l'amistat és un fenomen descrit per primera vegada pel sociòleg Scott L. Feld el 1991 segons el qual la majoria de la gent té menys amics que els seus amics, de mitjana. Aquest fenomen es pot explicar per un esbiaix de mostra en la qual la gent amb més amics té una probabilitat més gran de ser inclosa entre els amics de la majoria de la gent. Contradictòriament a aquest fenomen, la majoria de gent creu que té més amics que els seus amics.
La mateixa observació pot ser aplicada de forma més generalitzada a xarxes socials definides per altres tipus de relacions: per exemple, de mitjana, els amants de la majoria de persones han tingut més amants que aquestes persones.

## Explicació matemàtica
Tot i la seva aparent naturalesa paradoxal, el fenomen és real, i pot ser explicat com una conseqüència de les propietats matemàtiques generals de les xarxes socials. La matemàtica darrera aquest fenomen està directament relacionat amb la desigualtat entre les mitjanes aritmètica i geomètrica i la desigualtat de Cauchy-Schwarz.
Formalment, Feld suposa que una xarxa social és representada per un graf no dirigit G = (V,E), on el conjunt V correspon a la gent de la xarxa social (vèrtexs), i el conjunt E correspon a les amistats o relacions entre parells de persones (arestes). Per tant, Feld suposa que l'amistat és una relació simètrica: si X és amic de Y, llavors Y és amic de X. Llavors, Feld suposa la mitjana d'amistats d'una persona en la xarxa social com la mitjana de graus dels vèrtexs en el graf. És a dir, si el vèrtex v té d(v) arestes (representant una persona que té d(v) amics), llavors el nombre mitjà μ d'amics d'una persona aleatòria en el graf és:
{\displaystyle \mu ={\frac {\sum _{v\in V}d(v)}{|V|}}={\frac {2|E|}{|V|}}.}
El nombre mitjà d'amics que un amic donat té pot ser modelat per l'elecció, de manera uniforme a l'atzar, d'una aresta del graf (que representa un parell d'amics) i un vèrtex d'aquesta aresta (un dels amics), i de nou calculant el grau del vèrtex seleccionat. És a dir, matemàticament, és:
{\displaystyle {\frac {\sum _{v\in V}d(v)^{2}}{2|E|}}=\mu +{\frac {\sigma ^{2}}{\mu }},}
on {\displaystyle {\sigma }^{2}} és la variància de graus en el graf. Per un graf que té vèrtexs de diversos graus (típic cas de les xarxes socials), μ i {\displaystyle {\sigma }^{2}} són valors positius, la qual cosa implica que el nombre mitjà de graus d'un amic és estrictament superior que la mitjana de graus d'un node aleatori.